# 聖安格拉里峰
聖安格拉里峰（英語：St. Angelariy Peak）是南極洲的山峰，位於葛拉漢地，屬於梅特利奇納嶺的一部分，處於迪拉洛角西北面7.88公里，海拔高度850米，以保加利亞學者命名。

## 外部連結

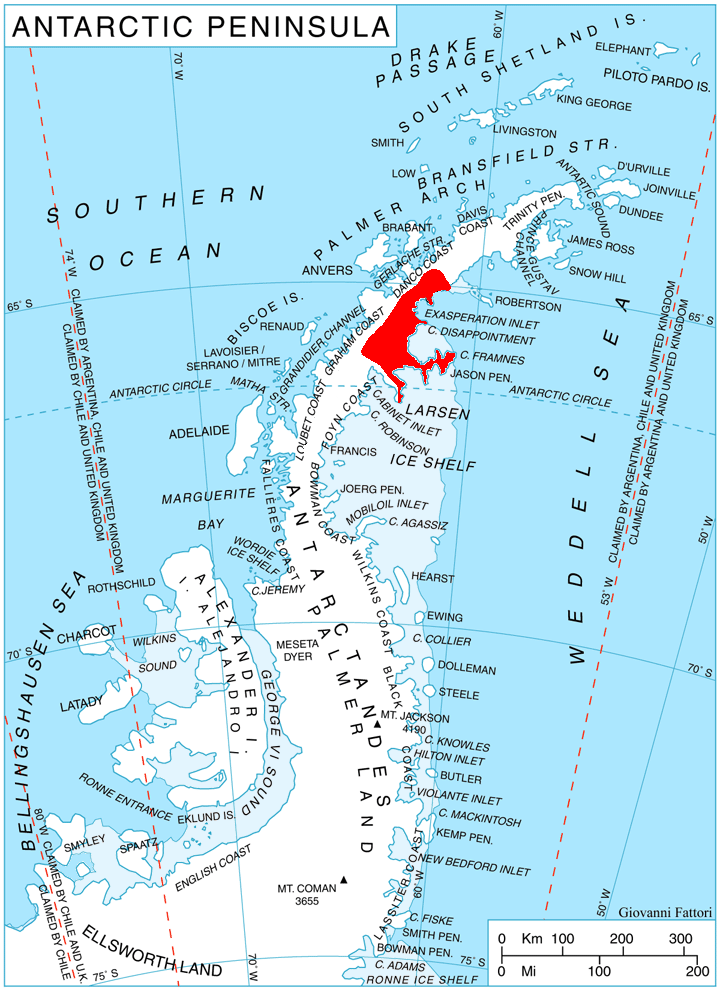

- St. Angelariy Peak. （页面存档备份，存于） SCAR Composite Antarctic Gazetteer.